# Les Touches-de-Périgny
Les Touches-de-Périgny ist eine französische Gemeinde mit 544 Einwohnern (Stand: 1. Januar 2022) im Département Charente-Maritime in der Region Nouvelle-Aquitaine (vor 2016: Poitou-Charentes); sie gehört zum Arrondissement Saint-Jean-d’Angély und zum Kanton Matha. Die Einwohner werden Priniens und Priniennes genannt.

## Geographie
Les Touches-de-Périgny liegt etwa 70 Kilometer ostsüdöstlich von La Rochelle in der Saintonge. Umgeben wird Les Touches-de-Périgny von den Nachbargemeinden Le Gicq im Norden, Cressé im Osten und Nordosten, Gourvillette im Osten und Südosten, Haimps im Süden, Matha im Südwesten, Bagnizeau im Westen sowie Gibourne im Nordwesten.

## Bevölkerungsentwicklung
| Jahr                       | 1962 | 1968 | 1975 | 1982 | 1990 | 1999 | 2006 | 2017 |
| Einwohner                  | 660  | 643  | 578  | 523  | 474  | 494  | 535  | 568  |
| Quellen: Cassini und INSEE |      |      |      |      |      |      |      |      |

## Sehenswürdigkeiten
Siehe auch: Liste der Monuments historiques in Les Touches-de-Périgny
- Kirche Notre-Dame-de-l’Assomption mit Ursprüngen aus dem Jahre 1028; das derzeitige Gebäude datiert aus dem 13. Jahrhundert

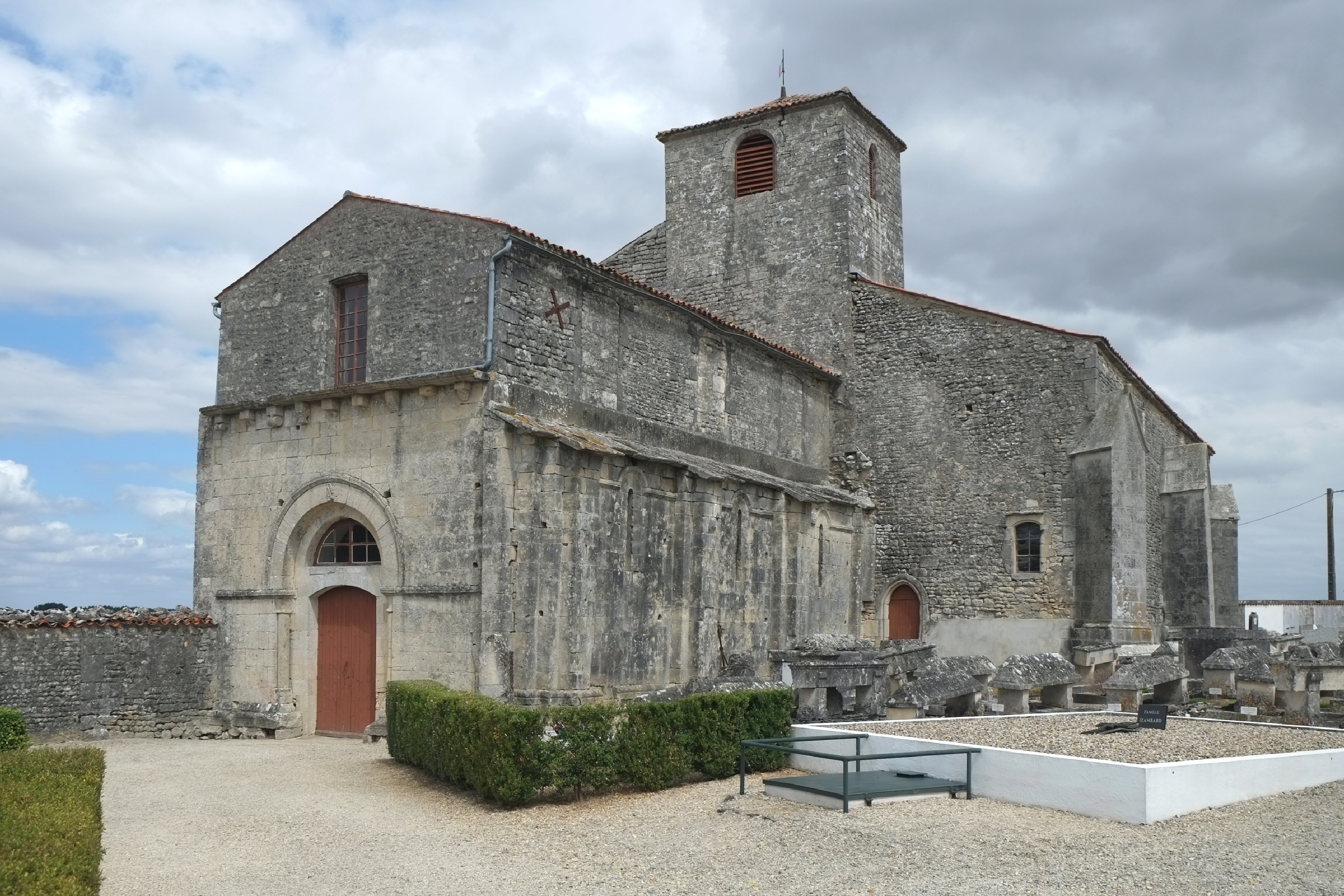
Kirche Notre-Dame-de-l’Assomption